# フリッタータ

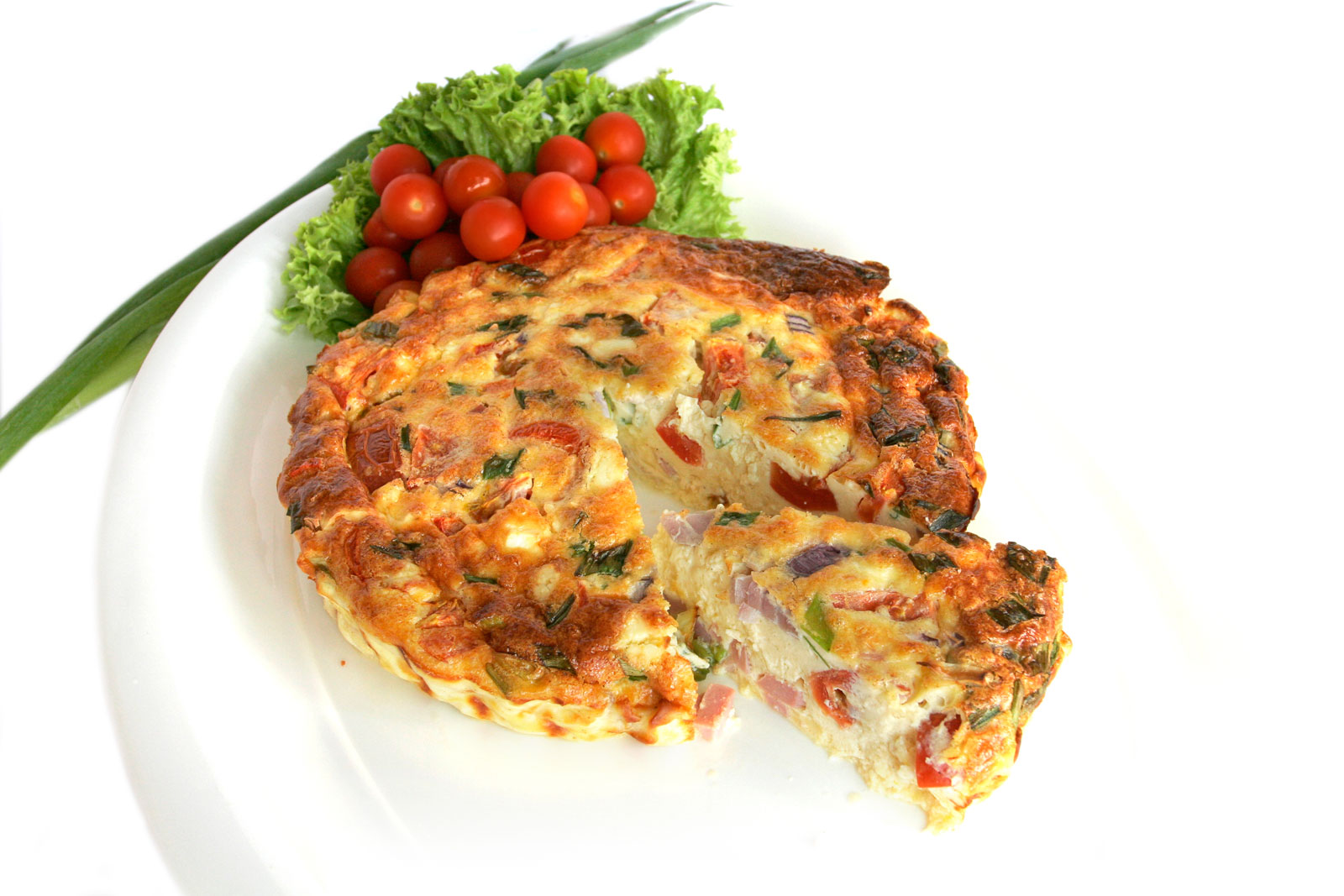
フリッタータ

フリッタータ（伊: Frittata）は、イタリア料理の一つ。オムレツやタルト生地を省いたキッシュに似た卵料理である。肉、魚介類、チーズ、野菜、パスタ等の具材を多目に入れ、塩胡椒と刻んだハーブ等で味付けすることが多い。アンティパストまたは軽めの主菜として供される。

## 歴史
frittataという単語は、「炒める、揚げる(friggere)」の過去分詞frittoに由来し、もともとは目玉焼きからイタリア風のトルティージャまで、フライパンで調理した卵料理全般を指す言葉であった。イタリア外では、frittataという言葉は、1950年代中頃まで「オムレツ」と同義で使われていた。
最近50年の間で、frittataという言葉は、イギリスの料理研究家デリア・スミスが「イタリア版のオープンフェースのオムレツ」と表現するような料理を指す言葉になった。この意味で使う時には、伝統的なフランス式のオムレツからは次の4点で区別される。
- 鶏卵が生の状態で、通常少なくとも1種類の具材を混ぜ入れる[4][5]。
- 具を入れた卵液を、オムレツの調理よりも低い温度で、少なくとも5分から10分[5]、通常は15分程度かけて、下面に火が通り、上面が半熟になるまでゆっくりと焼く[3][6]。
- オムレツのように具材を包むために折ることはしないが、上面に火を通すためにひっくり返したり[4][6]、短時間オーブンで焼くことがある[3][5][6]。
- 1人1つ提供されるオムレツとは異なり、フリッタータは切り分けて提供される。温かくしても冷ましても食べられ、サラダ、パン、豆料理、オリーブ等が添えられる。

## 類似の料理
- イラン料理には、フリッタータに類似するクークーという卵料理がある。ハーブ入りのクークーイェ・サブジー（کوکو سبزی / kuku-ye sabzi）やジャガイモ入りのクークーイェ・シブ・ザミーニー（کوکو سیب زمینی / kuku-ye sibzamini）など、様々な種類がある[7]。
- チュニジア料理のタージーンは肉や野菜、豆類などを煮込んでから卵でとじるため、フリッタータのように仕上がる。